# ウォッチドッグスシリーズ
ウォッチドッグスシリーズ（英: Watch Dogs series）は、フランスのユービーアイソフトから発売されているオープンワールドゲームシリーズ。

## 概要
ウォッチドッグスシリーズは現代社会をモデルとしたオープンワールド型のマップが用意されており、市民の持つスマートフォンや都市内の様々な乗り物や設備などにハッキングを仕掛けてゲームを進めていくことが特徴的な作品となっている。
ちなみに同社のアサシン クリードシリーズ現代編のアブスターゴ社とそのCEOがウォッチドッグスにも登場することから世界線は同じであることが確認できる。また、競合作品のグランド・セフト・オートシリーズのように自由度が高く、車両やバイクを盗んで乗ったり、作品によってはドローンを使用したりすることができる。全作品で殺人、盗み、銃撃戦などの犯罪描写やグロテスクシーンがあるため、全シリーズ「CERO:Z」指定となっている。

## 映画化
アメリカのロサンゼルスで毎年6月頃に開催されているゲームショー「E3 2016」で『ウォッチドッグス』と『ウォッチドッグス2』を映画化すると発表された。

## シリーズ作品
| 2014 | ウォッチドッグス ウォッチドッグス バッド・ブラッド                 |
| 2015 |                                                                    |
| 2016 | ウォッチドッグス2                                                  |
| 2017 |                                                                    |
| 2018 |                                                                    |
| 2019 |                                                                    |
| 2020 | ウォッチドッグス レギオン ウォッチドッグス レギオン ブラッドライン |

全シリーズ、一つの世界観として描かれている。 

### ウォッチドッグス
2014年に発売されたシリーズ1作目である。シリーズ唯一のWii Uで発売された。舞台はアメリカ合衆国のシカゴとなっている。発売日は当初2013年11月19日だったが延期され、米国では2014年5月27日、日本国内では6月26日に発売された。 
Wii U版は2014年11月18日に発売となった。日本国外では初週売上400万本を記し、ユービーアイソフトの2014年度第二四半期の業績報告では900万本出荷を達成したと発表された。これは新規タイトルとしてはゲーム業界最大のセールス記録になっている。 

### ウォッチドッグス2
2016年に発売されたシリーズ2作目である。前作より明るい作風となっており、舞台はアメリカ合衆国のサンフランシスコとなっている。

### ウォッチドッグス レギオン
2020年に発売されたシリーズ3作目。舞台は欧州連合（EU）離脱後のイギリスのロンドンとなっている。

## 評価
| ゲーム名                  | Metacritic                                                       |
| ------------------------- | ---------------------------------------------------------------- |
| ウォッチドッグス          | (PC) 77/100 (PS4) 80/100 (XONE) 78/100 (Wii U) 62/100            |
| ウォッチドッグス2         | (PC) 75/100 (PS4) 82/100 (XONE) 81/100                           |
| ウォッチドッグス レギオン | (PC) 72/100 (PS4) 70/100 (PS5) 66/100 (XONE) 76/100 (XSX) 74/100 |

## コミカライズ
Watch Dogs Tokyo
原作：白土晴一 / 漫画：鴨修平
掲載誌：くらげバンチ 2022年4月12日 - 2024年4月9日